# Литвинівка (Вишгородський район)
Литви́нівка — село у Вишгородському районі Київської області. Населення — 1 350 осіб. Входить до складу Димерської селищної громади.

## Історія
Село засноване у 1645 році.

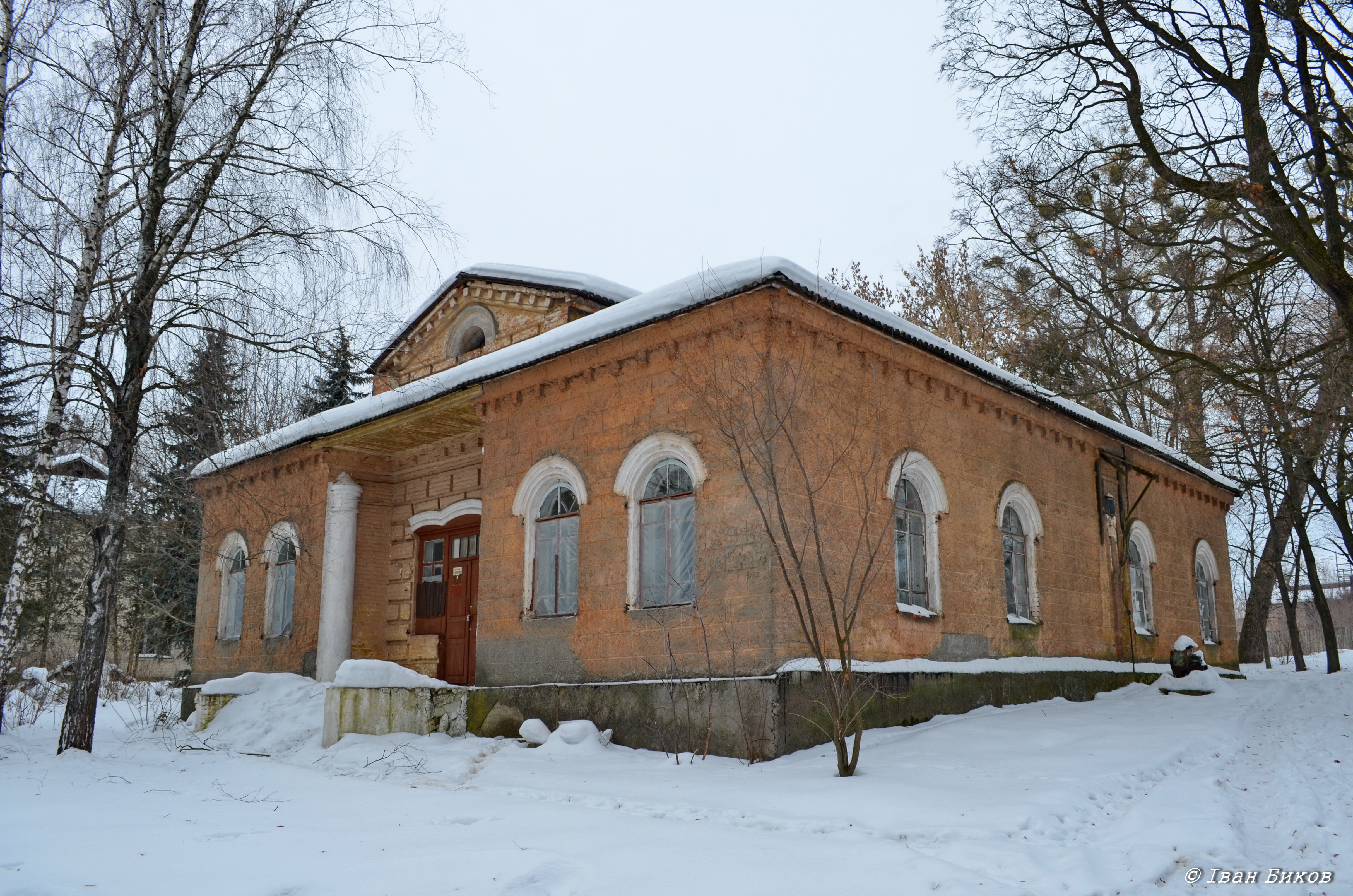
Садибний будинок Синельникова. 1850-і рр

1850 року поміщик Синельников побудував у селі на свої кошти велику кам'яну церкву, а при ній велику дерев'яну школу на 4 кімнати, яка отримала статус двокласної. Навчання тут тривало 4 роки. Такою вона залишалась до 1920 року.
Метричні книги, клірові відомості, сповідні розписи церкви св. Параскеви (згодом Пресвятої Трійці) с. Литвинівка Димерської волості Київського пов. Київської губ. зберігаються в ЦДІАК України.
Село згадується в романі А.В.Кузнєцова «Бабин Яр».

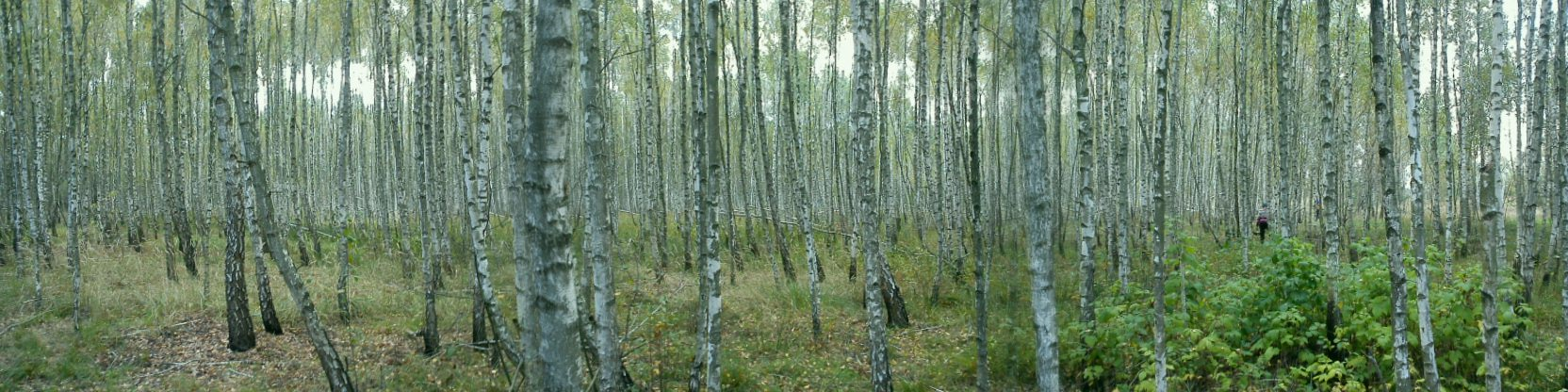
Березовий ліс близ Литвинівки
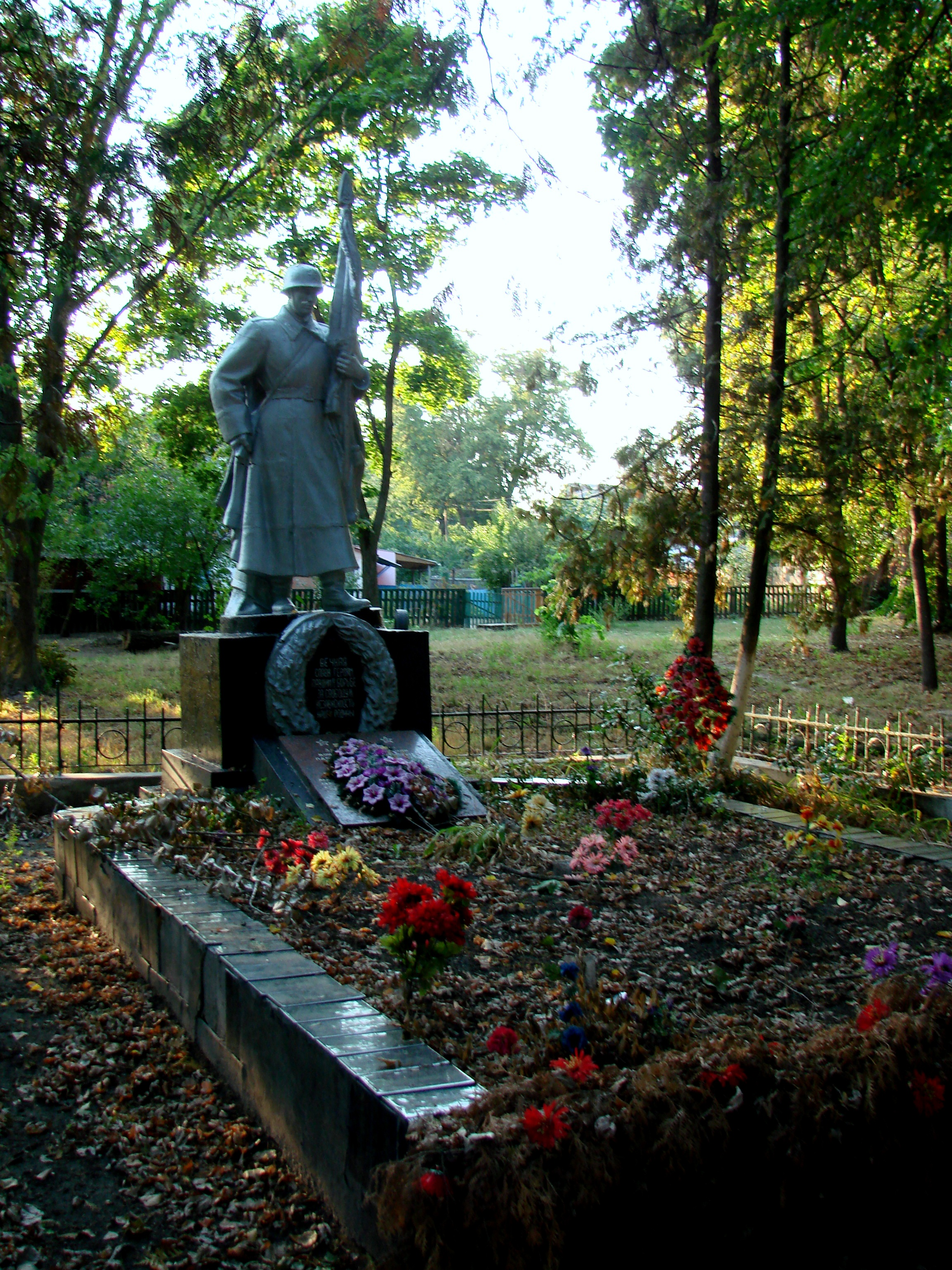
Братська могила радянських воїнів, що загинули у 1943 році

## Відомі люди
В селі народилися:
- Клен Анатолій Михайлович — голова правління АТ "Акціонерна компанія «Київреконструкція».
- Потильчак Олександр Валентинович (* 1965) — дослідник історії України періоду Другої Світової війни і повоєнного часу, доктор історичних наук, професор.